# Металлург (футбольный клуб, Москва)
«Металлург» — российский футбольный клуб из Москвы.

## История
Клуб основан в 1923 году при Астаховском клубе спорта на базе команды Рогожско-Симоновского клуба спорта (созданного в 1921 году). Первоначально клуб назывался «Астаховский клуб спорта» (АКС). В 1925 году команда передана Районному клубу имени Астахова при заводе «Серп и Молот» и переименована в «Районный клуб имени Астахова» (РКимА), названный в честь 19-летнего рабочего завода «Гужон» (впоследствии «Серп и молот»), большевика Иллариона Тихоновича Астахова. В Февральскую революцию 1917 года в России, он был убит полицейским приставом 28 февраля на Яузском мосту во время демонстрации рабочих Рогожско-Симоновского района. В 1923 году АКС принял участие в первенстве Москвы. В 1925, 1926, 1928, 1929, 1930 (осень) годах команда принимала участие в 1 группе первенства Москвы. С 1931 года клуб передан коллективу физкультуры завода «Серп и Молот», переименован в «Серп и Молот» и также принимает участие в первенстве Москвы. Чемпион Москвы 1932 (осень) и 1933 (осень) годов. Дебютант чемпионата СССР по футболу 1936 (весна) года в Группе «Б». На высшем уровне в чемпионате СССР играл в 1937—1940 годах. Высшее достижение — третье место в 1938 году.

В 1926—1936 годах за клуб выступал Борис Аркадьев, в 1930—1936 — Аркадий Чернышёв, в 1933—1934 — Валентин Гранаткин, в 1934—1937 — Григорий Федотов, в 1936—1937 — Фёдор Селин, в 1938—1939 — Сергей Капелькин, в 1937—1940 — Константин Бесков, а в 1964 — Борис Разинский.
В первенстве России команда играет в любительских соревнованиях, МРО Центр (Москва). Высшее достижение — седьмое место в 2000 году.
В 2005 году на базе клуба была создана команда «Маккаби».
В 2009 году команда была возрождена и стала выступать в любительской лиге.
По итогам сезона-2010 ФК «Серп и Молот» пробился в Группу А МРО Центр (Москва), но уже в конце 2011 года снялся с соревнований.
В 2017 г. был заявлен в Группу «А» зоны «Москва» III дивизиона под названием «Металлург», однако согласно постановлению Бюро Президиума МФФ от 22 мая 2017 г. был отстранён от участия в соревновании.

## История названий
- 1923—1924 — АКС (Астаховский клуб спорта)
- 1925—1930 — РКимА (Рабочий клуб имени Астахова)
- 1931—1936, 1963—1969, 1999, 2003—2005, 2009—2011 — «Серп и Молот»
- 1937—1962, с 2017 — «Металлург»
- 2000 — «Серп и Молот-СНС»
- 2001—2002 — «Серп и Молот-Тюсом»

## Достижения
- Бронзовый призёр Чемпионата СССР (1): 1938
- Победитель первой лиги СССР (1): 1936 (осень)
- Вице-чемпион Москвы (1): 2010[источник не указан 2257 дней]
- Чемпион Москвы (1): 1933 (осень)

## Участие в чемпионате СССР
| Лига         | № чемпионата | Название клуба и лиги                      | Место       | И   | В   | Н  | П   | М       | О   |
|              |              | «Серп и Молот»                             |             |     |     |    |     |         |     |
| Первая       | 1            | Группа «Б» 1936 год (весна)                | 5/7         | 6   | 1   | 2  | 3   | 7 — 8   | 10  |
| Первая       | 2            | Группа «Б» 1936 год (осень)                | 1/8         | 7   | 6   | 0  | 1   | 25 — 6  | 19  |
|              |              | «Металлург»                                |             |     |     |    |     |         |     |
| Высшая       | 3            | Группа «А» 1937 год                        | 5/9         | 16  | 7   | 2  | 7   | 26 — 21 | 32  |
| Высшая       | 4            | Группа «А» 1938 год                        | 3/26        | 25  | 16  | 5  | 4   | 57 — 29 | 37  |
| Высшая       | 5            | Группа «А» 1939 год                        | 6/14        | 26  | 12  | 5  | 9   | 53 — 50 | 29  |
| Высшая       | 6            | Группа «А» 1940 год                        | 13/13       | 24  | 5   | 5  | 14  | 37 — 70 | 15  |
| Первая       | 10           | Вторая группа. Центральная зона. 1948 год. | 1/15        | 28  | 18  | 6  | 4   | 43 — 22 | 42  |
| Первая       | 10           | Вторая группа. Финал. 1948 год.            | 2/5         | 5   | 3   | 0  | 2   | 4 — 2   | 6   |
| Первая       | 11           | Вторая группа. 3 зона РСФСР. 1949 год      | 3/13        | 24  | 13  | 7  | 4   | 65 — 24 | 33  |
|              |              | «Серп и Молот»                             |             |     |     |    |     |         |     |
| Вторая       | 25           | Класс «Б». 1 зона РСФСР. 1963 год          | 12/16       | 30  | 7   | 10 | 13  | 24 — 39 | 24  |
| Вторая       | 26           | Класс «Б». 2 зона РСФСР. 1964 год          | 11/17       | 32  | 10  | 9  | 13  | 36 — 41 | 29  |
| Вторая       | 27           | Класс «Б». 1 зона РСФСР. 1965 год          | 15/18       | 34  | 8   | 9  | 17  | 34 — 48 | 25  |
| Вторая       | 29           | Класс «Б». 7 зона РСФСР. 1967 год          | 10/12       | 22  | 5   | 6  | 11  | 21 — 40 | 16  |
| Вторая       | 30           | Класс «Б». 7 зона РСФСР. 1968 год          | 15/16       | 15  | 1   | 4  | 10  | 9 — 23  | 6   |
| Вторая       | 31           | Класс «Б». 7 зона РСФСР. 1969 год          | 20/20       | 38  | 4   | 9  | 25  | 30 — 79 | 17  |
| Высшая общая |              |                                            | 4 (участие) | 91  | 40  | 17 | 34  | 173-170 | 113 |
| Первая общая |              |                                            | 4           | 70  | 41  | 15 | 14  | 144-62  | 110 |
| Вторая общая |              |                                            | 6           | 171 | 35  | 47 | 89  | 154-270 | 117 |
| ИТОГО общая  |              |                                            | 14          | 332 | 116 | 79 | 137 | 471-502 | 340 |

## Старшие тренеры
- Блинков, Константин Георгиевич — 1936, по июль
- Аркадьев, Борис Андреевич — август 1936—1939
- Путилин, Гавриил Григорьевич — 1940
- Балаба, Григорий Фёдорович — 1948—1949
- Жарков, Георгий Иванович — 1963
- Костылев, Алексей Николаевич — 1964, по сентябрь
- Алякринский, Владимир Борисович — 1965